# 専修大学スキー部
専修大学スキー部（せんしゅうだいがくスキーぶ）は専修大学に所属する大学スキー競技チームである。1922年発足。

## 歴史
1922年（大正11年）発足。山岳スキー部として発足。1946年にスキー部として独立。
当初は部員数5人程度の同好会的な活動だったが、1966年(昭和41年)に全日本学生スキー選手権1部昇格。1992年(平成4年)に学生スキー界の頂点に立った。
千葉晴久が在学中に1972年札幌オリンピックに出場し、同部として初のオリンピアンとなった。
2014年ソチオリンピックで小野塚彩那が女子スキーハーフパイプで銅メダルを獲得。OGとして初のメダリストとなった。
全日本学生スキー選手権大会では、男子が2回、女子が1回の優勝を果たしている。

## 主なOB/OG
- 千葉晴久 - 1972年札幌・1976年インスブルックオリンピック代表(大回転・回転)。
- 伊藤高男 - 1976年インスブルックオリンピック出場(スキージャンプ)
- 会沢仁康 - 1980年レークプラシッドオリンピック出場(スキージャンプ)
- 佐々木一成 - 1984年サラエボオ・1988年カルガリー・1992年アルベールビル・1994年リレハンメル出場ソルトレークシティオリンピックコーチ。(クロスカントリースキー)
- 上原子次郎 - 1992年アルベールビルオリンピック出場。(スキージャンプ)
- 長浜一年 - 1993年冬季ユニバーシアードザコパネ大会30km優勝。1994年リレハンメル・1998年長野オリンピック出場(クロスカントリースキー)
- 神津正昭 - 1998年長野・2002年ソルトレークシティオリンピック出場(クロスカントリー)
- 清澤恵美子 - 冬季ユニバーシアードインスブルック大会ジャイアントスラローム銅メダル
- 小野塚彩那 - 2014年ソチ・2018年平昌オリンピック出場。平昌大会女子ハーフパイプ銅メダル。(フリースタイルスキー)